# Wang Yan (lekkoatletka)
Wang Yan (chiń. 王妍; pinyin Wáng Yán, ur. 3 maja 1971 w Liaoning) – chińska lekkoatletka specjalizująca się w chodzie sportowym, uczestniczka letnich igrzysk olimpijskich w Atlancie (1996), brązowa medalistka olimpijska w chodzie na 10 kilometrów. 
W 1986 została najmłodszą w historii rekordzistką świata w lekkoatletyce (21:33,8 w chodzie na 5000 metrów).

## Sukcesy sportowe
- mistrzyni Chin w chodzie na 10 000 metrów – 1993[2]
- dwukrotna mistrzyni Chin w chodzie na 10 kilometrów – 1993, 1998
- złota medalistka Chińskiej Olimpiady Narodowej w chodzie na 20 kilometrów – 2001

| Rok  | Miasto    | Zawody                            | Konkurencja    | Wynik         |
| ---- | --------- | --------------------------------- | -------------- | ------------- |
| 1986 | Ateny     | Mistrzostwa świata juniorów       | chód na 5000 m | złoty medal   |
| 1993 | Monterrey | Puchar świata w chodzie sportowym | chód na 20 km  | 1. miejsce    |
| 1996 | Atlanta   | Igrzyska olimpijskie              | chód na 10 km  | brązowy medal |
| 1999 | Sewilla   | Mistrzostwa świata                | chód na 20 km  | srebrny medal |
| 2001 | Osaka     | Igrzyska Azji Wschodniej          | chód na 20 km  | brązowy medal |

## Rekordy życiowe
- chód na 10 kilometrów – 41:16 – Eisenhüttenstadt 08/05/1999 (rekord Azji)
- chód na 20 kilometrów – 1:26:22 – Kanton 19/11/2001  (rekord świata do 07/08/2005)